# 蕭亞軒
蕭亞軒（原名蕭雅之，1979年8月24日—），臺灣女歌手，有「時尚舞后」及「摩登天后」之稱。曾於2001年獲得世界音樂獎全球年度銷售最佳華語歌手獎。

## 早年
蕭亞軒本名蕭雅之（2009年改名，使其與藝名相同），出生於桃園市平鎮區。1998年在溫哥華留學時，參加新時代電視舉辦的《新秀歌唱大賽溫哥華選拔賽》並進入12強，雖然最終因未擠進前5強而無法代表溫哥華參加香港的總決賽，但比賽過程的表現獲得香港音樂製作人陳明道（Terry Chan）的青睞，將其引薦給當時剛跳槽至維京音樂擔任負責人的姚謙。唱片公司當時原本決定讓蕭亞軒、另外一名參賽者蜜雪和蜜雪的姊姊組成女子演唱團體「Phenomenon」，但在簽約前蜜雪的姊姊臨時表示不能適應而退出。於是蕭亞軒成為獨立歌手，1999年正式簽約並開始受訓。

## 職業生涯

### 巔峰時期（1999年－2003年）
1999年11月，蕭亞軒打著魅惑中低音和「文·武·色」三全的名號發行《蕭亞軒同名專輯》出道，先以R&B風格的主打〈沒有人〉及〈突然想起你〉一鳴驚人，再憑藉輕快主打〈Cappuccino〉及抒情主打〈最熟悉的陌生人〉紅遍大街小巷，其中〈最熟悉的陌生人〉蟬聯錢櫃KTV國語點播排行榜冠軍20週。蕭亞軒首張專輯在玫瑰大眾唱片皆進榜30週以上，台灣銷售量統計為50萬張，更獲自由時報統計為2000年十大暢銷國語專輯。
2000年8月，蕭亞軒發行第二張專輯《紅薔薇》。並於同月26日在台北市立體育場舉辦個人第一場大型售票演唱會「夏日薔薇演唱會」，售出2萬張票；打破先前張惠妹的記錄，創下出道最短時間（不到一年）即舉辦大型售票演唱會的歌手。而《紅薔薇》也以一版到底無改版之姿，成為21世紀在台灣銷量突破30萬張僅有的12張唱片之一。
2001年4月，蕭亞軒發行第三張專輯《明天》，首批預購數量即突破10萬張，創下當時唱片預購數量最高的紀錄。並於同年7月18、19日在香港紅磡體育館舉辦兩場「夏日的精彩」演唱會，成為最年輕登上香港紅館舉辦演唱會的台灣女歌手。而《明天》不僅獲選香港IFPI2001年度十大銷量國語唱片，也成為中國大陸2001年銷量破50萬的兩張港台專輯之一（另一張為王菲的《王菲》）。
結束兩場香港紅館演唱會以及中國大陸的巡迴演出後，蕭亞軒前往加拿大與美國展開音樂的充電之旅。2002年2月發行第四張專輯《4U》，這是蕭亞軒進修充電後推出的作品，專輯曲風、造型比起以往更加美式風格，唱腔更為渾厚。蕭亞軒也在此專輯中首次創作歌曲〈因為你〉。
同年8月發行第五張專輯《愛的主打歌·吻》，首批15萬張五週內全部售罄，並蟬聯G-MUSIC銷量冠軍五週。蕭亞軒於8月30日發片當天和31日再度於香港紅磡體育館舉辦兩場「閃耀蕭亞軒」演唱會，成為第一位連續兩年在紅館舉辦演唱會的台灣歌手，紀錄再添一筆。《愛的主打歌·吻》也是蕭亞軒的第一張改版專輯，同年11月1日推出限量1萬張感謝紀念版。在2002這一年蕭亞軒也拓展新的演藝路線，轉向大螢幕參與電影《無間道》演出，客串梁朝偉的前女友一角。
2003年3月29日，蕭亞軒睽違2年多重回台北市立體育場舉辦「2003 Elva Hsiao Up2U 台北演唱會」。同年5月16日發行第六張專輯《愛上愛》，專輯同名主打〈愛上愛〉也是她首次嘗試異國曲風及Rap。儘管專輯發行時因遇到SARS疫情影響而無法做全面性宣傳，但首批唱片銷量仍在全台突破7萬張，發行首週更以37%的百分比獲得勝利。
同年12月發行第七張專輯《第5大道》，此專輯特別遠赴紐約拍攝照片、音樂錄影帶以及錄製歌曲〈愛情通關密語〉。專輯開放預購一週便突破3萬張，正式發片首週全台銷量已破10萬張。而後《第5大道》於2004年初推出「暢銷慶功春裝版」，該專輯也是蕭亞軒維京唱片時期七張專輯中唯二改版的專輯。

### 事業低潮（2004年－2006年）
2004年，蕭亞軒與維京音樂的合約期滿不續約，唱片、經紀約皆於5月終止，結束了五年的合作。同年7月16日，維京唱片發行了蕭亞軒第一張精選輯《首選蕭亞軒‧美麗的插曲》。經半年多沉澱休息，蕭亞軒與原東家主管之一的陳香君共同籌組新的經紀公司萬力達娛樂。
2005年3月23日，蕭亞軒與華納音樂簽訂唱片合約。然而，簽約不久後的華納唱片適逢公司內部重整及高層人事異動，使得蕭亞軒新專輯的發行日遭受無數次延宕；再加上經紀人不希望消耗蕭亞軒先前老本的決策，因此蕭亞軒無論在演出、廣告代言、通告等活動皆隨著新專輯的遲遲無法推出而驟減。
根據蕭亞軒當初與華納音樂簽訂合約中的條款，若華納在一年內未能為蕭亞軒發行作品，雙方可無條件解約，因此蕭亞軒與華納唱片之間的合約一度失效。

### 重返歌壇（2006年－2008年）
2006年10月，華納人事風波塵埃終於落定，新上任的總經理劉天健與蕭亞軒方達成共識，以1億2000萬元簽約金和預付版稅，蕭亞軒再度和華納音樂簽約，並發行數位單曲《Elva is Back》作為新專輯前夕的暖場，預告即將重返歌壇。同年12月22日正式發行第八張專輯《1087》，距離上張專輯《第5大道》已有3年之遙，專輯中歌曲〈我要的世界〉即是描述這些日子以來的心聲。此時的蕭亞軒無論是外型、曲風、舞風等都有顯著的變化，首支主打歌〈表白〉挑戰了新的黑放（Have Fun）曲風。但在發片前夕，蕭亞軒於Pub拍攝第四支主打歌〈代言人〉的MV時，熱舞過程中因地板過滑造成左腳踝韌帶斷裂，當場不支倒地，送醫急診。爾後蕭亞軒因腳傷不得不中止後續通告和其它歌曲MV拍攝，導致宣傳減少，影響了原本外界相當看好的復出專輯銷售量。
2007年5月11日，再次復出的蕭亞軒推出《1087+139》改版專輯，附贈復健影音紀錄DVD。並配合當時le tea覆盆莓果茶的代言，於同月26日在台北淡水漁人碼頭舉辦「1087慶功演唱會」。
2008年4月22日，蕭亞軒回歸維京音樂（原部門已於2006年解散，此時維京音樂為EMI集團二次開啟的品牌），並於同年6月15日發行第九張專輯《3面夏娃》。此專輯一共有三種版本，使用一禮拜發行一版本加一主打的方式發行，分為《真摯的夏娃》、《自主的夏娃》及《勇敢的夏娃》，並標榜「三不」政策：不買榜、不退貨、不比較。發行首週便在各大數位音樂排行取得冠軍，在五大唱片、g-music成績獲得亞軍，推出9天在全亞洲銷量已達67萬張。為感謝歌迷支持，蕭亞軒於台中光復國小外操場舉辦「三面夏娃感謝演唱會」。
同年8月，EMI集團宣布退出華語市場，由香港金牌娛樂集團接手，改組為金牌大風。對此蕭亞軒表示相信接手的新老闆鄭東漢，續留金牌大風。《3面夏娃》就此成為了蕭亞軒2008年回歸EMI維京音樂短短5個月間發行的唯一作品。在專輯結束宣傳期後，蕭亞軒於年底與經紀公司萬力達娛樂解約。而後赴紐約休息充電並參與歌唱等音樂進修課程。

### 再創佳績（2009年－2011年）
2009年10月9日，出道十週年的蕭亞軒發行第十張專輯《鑽石糖》，專輯在台灣開放預購兩天便創下2萬張的佳績。首波主打歌〈閃閃惹人愛〉一推出隨即造成熱潮。而同名主打歌〈鑽石糖〉更請來曾為西城男孩、小野貓與布蘭妮等國際藝人寫歌的暢銷作者Wayne Hector為她量身譜寫。專輯發行後攻下台灣12個排行榜冠軍，並於該年度台灣華語專輯銷售總榜單中排名第七。蕭亞軒憑藉強大的天后氣勢回歸，並宣布於同年12月31日舉辦《WOW世界巡迴演唱會》，從台灣場開始巡演。
2009年12月31日，蕭亞軒首次站上台北小巨蛋舉辦《WOW世界巡迴演唱會》，此時蕭亞軒的母親葉秀玲已罹患子宮頸癌兩年多，因肺炎入院病情惡化昏迷中，但仍然透過網路電話，在病床上聽見女兒的歌聲了卻心願；而蕭亞軒在演唱會上感性真情告白，心繫病榻上的母親，落淚說道：「我的母親現在在醫院，我的弟弟在醫院陪在她身邊，是我的舅舅在下面看著我。你們可以和我一起說：媽咪請妳要加油，我們都在等妳！」也希望現場歌迷們一起為她在加護病房的媽媽祈福。正當蕭亞軒小巨蛋演唱會完滿結束後，醫院卻傳來噩耗，蕭母因為血小板凝血功能失效，引發大量內出血，在元旦早上11時逝世。
2010年9月20日，蕭亞軒於台北舉辦記者會，宣布續約金牌大風，同時為新專輯《蕭灑小姐》造勢宣傳。同月24日，正式發行第11張專輯《蕭灑小姐》，首批預購雙版本在9月8日開放預購後10天便突破45,158張的數量，正式推出後截至11月已在台灣賣出97,365張。舞曲主打〈瀟灑小姐〉和抒情主打〈錯的人〉大受歡迎，此專輯也增加了不少社會意識型態的歌曲─例如同性戀、公益關懷等議題；因先前受到母親逝世的啟發，蕭亞軒也在專輯貢獻幾首創作歌曲表達對母親的思念。

### 穩定發展（2011年－2016年）
2011年2月13日，受Jamie Foxx邀請出席第53屆葛萊美獎，蕭亞軒成為首位步上葛萊美獎星光大道的臺灣藝人。
同年12月23日，蕭亞軒發行第12張國語專輯《我愛我》，並於隔日聖誕夜舉辦「我愛我Many Xmas新歌演唱會」。2012年1月，此專輯推出「心跳100影音慶功版」，除了加收蕭亞軒親自填詞的新曲〈遺失的心跳〉外，還收錄了蕭亞軒首部愛情微電影處女作《100分的吻》完整珍藏版DVD。
2012年12月21日，發行新歌加精選輯《Super Girl愛無畏》，同名主打歌〈Super Girl愛無畏〉是蕭亞軒首次嘗試美式卡漫風電子舞曲，第二波主打〈有愛到就好〉也是鮮少嘗試的搖滾情歌，第三波主打〈放愛情一個假〉是蕭亞軒熟悉的招牌中板歌。而〈浪費〉、〈愛我不愛〉則是以重拍電子為底的R&B歌曲。此外，此專輯也特別收錄蕭亞軒先前與韓庚合作的歌曲〈最佳聽眾〉。
2013年8月1日，蕭亞軒與羅志祥於北京舉行「羅志祥&蕭亞軒簽約索尼唱片全球記者會」。公司承諾“國際資源”、“無限支持”、“全球巡演”、“電影合作”、“Superstar”5大目標的五星計畫，國際部總裁兼首席執行官Edgar Berger和亞洲區總裁Denis Handlin巨額訂購兩顆小行星以兩位藝人英文名命名致贈，索尼旗下美國歌手Miley Cyrus更錄製短片歡迎加入索尼音樂娛樂。加入索尼後，蕭亞軒跨出國際性音樂的第一步則是為電影《蜘蛛人驚奇再起2：電光之戰》演唱中文主題曲〈天雷地火〉。
2014年8月22日，蕭亞軒發行第13張國語專輯《不解釋親吻》，一推出便拿下中、港、台超過40個榜單冠軍。專輯同名主打〈不解釋親吻〉MV於8月3日在YouTube首播，創下24小時內最快突破100萬的點閱紀錄。此專輯為蕭亞軒在索尼音樂娛樂旗下發行的唯一一張作品。
2015年11月13日，播出參加《奔跑吧兄弟》第3季第3期。2016年1月，蕭亞軒與親弟蕭聖諺合作創立音樂製作公司「軒亞國際娛樂」，專門處理其個人音樂及演唱會的製作與版權事宜。2016年6月5日，播出參加《看見你的聲音》第1季第11期，同年7月16日播出參加《我想和你唱》第1季第11期。

### 因病休養（2017年－2018年）
2017年1月，蕭亞軒正式簽約經紀公司天地合娛樂，7月為中國大陸電影《心理罪》演唱主題曲〈明天的秘密〉。8月25日，出席微風-信義之夜活動在接受採訪時表示，新專輯從收歌開始已籌備了一年多的時間，預計年底前會發行，且會在明年春天配合新專輯展開全新的巡迴演唱會。
2018年1月，蕭亞軒經紀公司天地合娛樂及音樂製作公司軒亞國際娛樂證實，原定2017年底發行的新專輯將計畫於農曆年後發片，並預計將於下半年展開睽違近7年的巡迴演唱會；同時宣佈加盟由環球音樂重組後的百代唱片，再次與羅志祥、張惠妹成為同門。同年2月，蕭亞軒因籌備新專輯求好心切壓力過大，導致身體狀況不佳，經醫師診斷為支氣管炎，就醫數次尚未改善，即使回溫哥華療養2個月還是不穩定，經常發燒和頭痛，其後在經過中醫針灸治療後，已逐漸好轉。而經紀公司在和家人討論後決定將其巡迴演唱會及商業演出活動無限期延後，連新專輯發行也無限期延後。3月，蕭亞軒為搜狐電視劇《動物系戀人啊》演唱主題曲〈舞舞舞〉，歌曲於5月4日在各大數位平台上架。同年9月，經紀人陳鎮川表示蕭亞軒身體有好轉，可以慢慢開始為新專輯練舞，已慢慢進入狀態，但明確發片時間仍未對外說明。

### 曲折回歸（2019年－至今）
2019年11月15日，蕭亞軒在出道20周年前夕於社群網站宣布回歸，將新專輯定名為《Naked Truth赤裸真相》，這張在兩年前就已錄製完畢的專輯，由於蕭亞軒的身心狀態因素，遲遲未能與粉絲見面，如今她已調整好狀態，選在出道滿20周年之際，把新專輯作為送給歌迷和自己的一個禮物。同年12月20日，新專輯首波單曲〈當你和心跳一起出現〉在全球數位音樂平台上線，並於12月23日在官方YouTube頻道發佈MV。
蕭亞軒原訂2020年起每個月釋出一首新單曲，但因應新型冠狀病毒疫情而延後，為此她也特別在Facebook公開回應粉絲。同年3月11日，發佈新專輯第二波單曲〈不如先慶祝能在一起〉，紀念母親逝世10週年的冥誕日。2020年12月24日，數位上架新專輯《Naked Truth》全部曲目。
2021年2月，因在住家被愛犬失控咬傷右臉，而進行多次清創及修補手術，讓回歸樂壇一年多的蕭亞軒，再次放下音樂事業進入休養期。
2022年7月，正式與新經紀人曾明進合作。同月2日，蕭亞軒以彩蛋嘉賓之姿驚喜現身第33屆金曲獎頒獎典禮，頒發最佳華語女歌手獎。
2023年7月3日，蕭亞軒在Instagram直播透露，由於去年6月練舞時太過激烈，導致右腳受傷及左腳舊傷復發，在今年2月動了12小時的髖關節核心減壓手術和植骨手術，現在左腳灌人工骨漿、右腳則有四根鋼釘，目前還在休養復健中，走路需要人攙扶或撐拐杖及吃止痛藥才能活動，解釋為何在金曲獎宣布回歸樂壇一年後，卻遲遲沒動作的原因。
2023年8月24日生日當天，於北京舉辦「軒然歸零 蕭亞軒Ｘ華納音樂 簽約發布會」，宣布加盟華納音樂中國，全面回歸音樂事業。此為蕭亞軒暨2005與2006年後，生涯第3度簽約華納音樂。
2023年9月，因上個月在北京的簽約記者會以及隔天拍攝新歌MV等密集工作，令蕭亞軒還在復健的雙腿再次損傷，回台照X光片時顯示手術的地方出現陰影，而在台北緊急進行第二次手術。
2023年11月3日，睽違樂壇3年，正式數位發行加盟華納音樂後的首支單曲《愛沒有錯》。甫上架便在iTunes熱門歌曲即時榜、KKBOX新歌即時榜、MyMusic飆升新歌日榜、Q音巅峰榜等多個排行榜拿下冠軍；而新歌MV發佈不到3天便在YouTube突破100萬點閱率，更一度位居YouTube「台灣發燒音樂排行榜」第二名。
2023年11月10日，登上天貓雙11舞台表演〈因為你〉、〈下一次戀愛〉、〈最熟悉的陌生人〉及新歌〈愛沒有錯〉，這也是蕭亞軒睽違6年的首次復出舞台演出。
2024年7月8日，蕭亞軒在社群發文透露這一年半以來因腳疾已動了三次手術，即將再面臨第四次手術，將鋼釘拔出再灌入骨漿並重新縫合後，再重新開始復健。

## 個人生活
蕭亞軒出道以來緋聞眾多，公開過的戀情亦不在少數。她於2019年在中國節目《吐槽大會》中澄清交往過的男友少於17位，但「自己約會非常多，如果看電影算一次約會，吃晚餐也算一次約會的話，那上百個根本不算甚麼了。」
1998年，蕭亞軒在加拿大求学时，因参加歌唱选秀节目而与祝钒刚相識交往，後因蕭亞軒返台发展音樂事業而分手。
2001年，与陳冠希合作而傳出緋聞，但雙方都未正面回應過，直至多年後蕭亞軒才否認雙方交往過；2008年陳冠希發生不雅照風波時，她更大力撇清。
2001年，与演員隆宸翰交往，傳出男方出軌蕭亞軒閨密侯湘婷而分手。
2003年，和男团B.A.D成员Alex田恩沛傳出緋聞；後與王陽明交往至2005年3月分手，和球員毛加恩交往三個月後，又同王陽明復合至2006年分手。
2007年，和中英混血模特兒白梓軒交往。
2008年，和巴日混血模特兒李安卓因合作《表白》MV相識繼而交往。
2009年，和李威傳出緋聞，因對方經常出入她家，但李威解釋是去教她打麻將。
2010年，和周湯豪交往。
2011年，爆出被馬來西亞富商刘特佐追求並在杜拜求婚。
2012年和柯震東交往，2014年6月分手。
2014年至2016年，分別和石正祥、嫩版“阿汤哥”、高爾夫球選手陳樺交往。
2017年，和小16歲的黃皓傳出緋聞。2019年公開戀情，並於同年底的新歌《當你和心跳一起出現》MV共同演出，2020年兩人參與中國戀愛實境節目《女兒們的戀愛》第三季。2021年宣布分手。
2023年11月至2024年7月，傳出與在泰國從事房地產生意的荷蘭籍男子Mick Van Oorschot交往；期間蕭亞軒的電子郵箱遭駭客攻擊並發送謾罵郵件至男友和男友家人。

## 音樂作品

### 國語專輯
- 蕭亞軒（1999）
- 紅薔薇（2000）
- 明天（2001）
- 4U（2002）
- 愛的主打歌·吻（2002）
- 愛上愛（2003）
- 第5大道（2003）
- 1087（2006）
- 3面夏娃（2008）
- 鑽石糖（2009）
- 蕭灑小姐（2010）
- 我愛我（2011）
- 不解釋親吻（2014）
- Naked Truth（2020）

### 英語專輯
- Elva First（2001）

### 精選輯
- 首選蕭亞軒·美麗的插曲（2004）
- 最熟悉的...蕭亞軒 （2006）
- Super Girl 愛無畏 （2012）

## 個人演唱會

### 巡演、大型演唱會
| 日期                       | 城市           | 場館                  | 備註                                     | 售票紀錄         |
| 夏日薔薇演唱會             | 夏日薔薇演唱會 | 夏日薔薇演唱會        | 夏日薔薇演唱會                           | 夏日薔薇演唱會   |
| -------------------------- | -------------- | --------------------- | ---------------------------------------- | ---------------- |
| 2000年8月26日              | 台北           | 台北市立體育場        | 新人出道最短時間站上體育場舉辦售票演唱會 | 售票20,000張     |
| 夏日的精采演唱會           |                |                       |                                          |                  |
| 2001年7月18日              | 香港           | 紅磡體育館            | 台灣最年輕女藝人於紅磡舉辦售票演唱會     | 售票11,000張     |
| 2001年7月19日              | 香港           | 紅磡體育館            | 台灣最年輕女藝人於紅磡舉辦售票演唱會     | 售票11,000張     |
| Elva與好朋友中國巡迴演唱會 |                |                       |                                          |                  |
| 2001年9月1日               | 南京           | 五台山體育館          |                                          | 7000位湧進萬人館 |
| 2001年9月14日              | 上海           | 八萬人體育場          | 最年輕歌手在此場地舉辦個人演唱會         | 售票20,000張     |
| 閃耀蕭亞軒2002Live演唱會   |                |                       |                                          |                  |
| 2002年8月30日              | 香港           | 紅磡體育館            | 首位台灣藝人於紅磡連續兩年舉辦演唱會     | 售票11,000張     |
| 2002年8月31日              | 香港           | 紅磡體育館            | 首位台灣藝人於紅磡連續兩年舉辦演唱會     | 售票11,000張     |
| Elva Hsiao Up2U巡迴演唱會  |                |                       |                                          |                  |
| 2003年3月29日              | 台北           | 台北市立體育場        |                                          | 售票20,000張     |
| 2003年7月11日              | 新加坡         | 新達城                |                                          | 售票12,000張     |
| WOW世界巡迴演唱會          |                |                       |                                          |                  |
| 2009年12月31日             | 台北           | 台北小巨蛋            | 首位在小巨蛋舉辦跨年演唱會的歌手         | 售票11,000張     |
| 2010年1月23日              | 澳门           | 金光綜藝館            |                                          | 售票5,000張      |
| 2010年9月4日               | 新加坡         | 新加坡室內體育館      |                                          | 售票8,000張      |
| 2010年12月18日             | 上海           | 梅赛德斯-奔驰文化中心 |                                          | 售票10,000張     |
| 2011年7月16日              | 北京           | 五棵松體育館          |                                          | 售11,000張       |

### 其他
| 日期           | 名稱                          | 地點                          | 備註                   |
| -------------- | ----------------------------- | ----------------------------- | ---------------------- |
| 2000年         | ELVA蕭亞軒煽動閃唱會          | 臺灣臺北臺灣科技大學          |                        |
| 2000年10月5日  | 貼身拉闊音樂會                | 香港                          |                        |
| 2000年12月10日 | 狂熱份子音樂會                | 香港灣仔會展中心              |                        |
| 2002年3月15日  | 因為你音樂Party               | 臺灣臺南                      |                        |
| 2007年5月26日  | 蕭亞軒 le tea 1087 萬人演唱會 | 臺灣淡水漁人碼頭              |                        |
| 2007年12月19日 | 「芝華士亞洲舞台」音樂會      | 香港會議展覽中心              | 與草蜢、李玟雨共同演出 |
| 2008年8月9日   | 3面夏娃 蕭亞軒 感謝演唱會     | 臺灣臺中光復國小外操場        |                        |
| 2008年9月20日  | 蕭亞軒 3面夏娃 新加坡音樂會   | 新加坡博覽中心Max Pavilion    |                        |
| 2011年12月24日 | 我愛我Many X'mas新歌演唱會    | 臺灣臺北統一阪急百貨2樓夢廣場 |                        |

## 書籍作品
| 書籍名稱          | 發行日期      | 出版社 | 銷售排行                                      | ISBN            |
| ----------------- | ------------- | ------ | --------------------------------------------- | --------------- |
| 第五大道的PILATES | 2004年3月18日 | 如何   | 2004年誠品百大中文圖書 <健康生活類>銷售前三名 | ISBN 9861360018 |

## 演出作品

### 音樂微電影
- 2011年 一百分的吻

### 電影
| 年份 | 片名                  | 角色           |
| ---- | --------------------- | -------------- |
| 2002 | 無間道                | May            |
| 2003 | 蝴蝶夢-梁山伯與祝英台 | 梁山伯（配音） |
| 2011 | 老夫子之小水虎傳奇    | 陳小姐（配音） |

### 綜藝節目
- 2014年 中国好男儿 评委
- 2016年 奔跑吧！兄弟 嘉宾
- 2020年 吐槽大会 嘉宾
- 2020年 女兒們的戀愛第三季 節目成員
- 2025年 讓我來唱 節目導師

## 外部連結
- 蕭亞軒的Facebook專頁
- 蕭亞軒的Instagram帳戶
- 蕭亞軒的X（前Twitter）
- 蕭亞軒的新浪微博（繁體中文）
- YouTube上的蕭亞軒頻道
- 蕭亞軒的小紅書
- 蕭亞軒在互联网电影资料库（IMDb）上的資料（英文）
- 蕭亞軒在香港影庫上的簡介
- 蕭亞軒在时光网上的簡介（简体中文）
- 蕭亞軒在豆瓣上的资料（简体中文）